# STS-107
STS-107 e сто и тринадесетата мисия на НАСА по програмата Спейс шатъл и двадесети и осми, последен полет на совалката Колумбия. При навлизането си от околоземна орбита в земната атмосфера совалката претърпява катастрофа и всичките 7 члена на екипажа загиват.

## Екипаж
| Пост                                               | Астронавт                                                        |
| -------------------------------------------------- | ---------------------------------------------------------------- |
| Командир                                           | Рик Хъсбанд втори космически полет                               |
| Пилот                                              | Уилям Маккул първи космически полет                              |
| Специалист на мисията 1                            | Дейвид Браун първи космически полет                              |
| Специалист на мисията 2 Бординженер                | Калпана Чаула втори космически полет                             |
| Специалист на мисията 3 Командир на полезния товар | Майкъл Андерсън втори космически полет                           |
| Специалист на мисията 4                            | Лоръл Кларк първи космически полет                               |
| Специалист по полезния товар                       | Илан Рамон (Израелска космическа агенция) първи космически полет |

- Броят на полетите е преди и включително тази мисия.

## Полетът
Това е изследователска мисия, проведена с научната лаборатория Спейсхеб. В нея се извършват над 80 научни експерименти в условията на безтегловност в областта на биологията, фармацевтиката и физиката. Получени са нови методи за създаване на структури, устойчиви на земетресения, свлачища и наводнения. По време на единия от експериментите за изучаване на атмосферния прах, на който е направен и видеозапис, е открит нов феномен, който е наричен TIGER (Transient Ionospheric Glow Emission in Red) – Преход на йоносферна емисия в червена светлина).
На 1 февруари 2003 г., при завръщането си към Земята совалката е разрушена в резултат на повреда на топлинния щит на водещия ръб на лявото крило. Повредата е настъпила по време на излитането от парче пяна, която покрива повърхността на външния резервоар на совалката. Последното се отчупва и удря крилото на совалката, при което се образува дупка с диаметър около 25 cm. При преминаването през термосферата при спускането потока от горещи газове разрушава совалката, при което загиват всичките 7 члена на екипажа. Това довежда до спиране на полетите совалките на НАСА за повече от 2 години.

## Параметри на мисията
- Маса:
  - При старта: 119 615 кг
  - При кацането: 105 593 кг
  - Полезен товар: 14 553 кг
- Перигей: 270 км
- Апогей: 285 км
- Инклинация: 39,0°
- Орбитален период: 90,1 мин

## Галерия
- Стартът на мисия STS-107
- Снимка през свързващия тунел на „Спейсхаб“. В дъното астронавта М. Андерсън
- Екипажът в орбита
- Снимка от кабината от началото на спускането към Земята"
- Снимка от ВВС на САЩ на совалката малко преди катастрофата. Долната част показва нарушения въздушен поток поради деформацията в лявото крило.